# أنتوان أودوم
أنتوان أودوم (بالإنجليزية: Antwan Odom)‏ هو لاعب كرة قدم أمريكية أمريكي، ولد في 24 سبتمبر 1981 في موبيل في الولايات المتحدة.

## وصلات خارجية
- أنتوان أودوم على موقع مرجع كرة القدم المحترفة.كوم (الإنجليزية)